# بوب كينغ
بوب كينغ (بالإنجليزية: Bob King)‏ هو سياسي أسترالي، ولد في 13 ديسمبر 1938 في أستراليا. حزبياً، نشط في Queensland Liberal Party ‏. وقد انتخب عضو المجلس التشريعي ولاية كوينزلاند.